# Нискогуз Михайло Юрійович
Миха́йло Ю́рійович Нискогуз (нар. 2 квітня 1996, Червоноград, Львівська область) — український політик, громадський діяч; активіст Євромайдану та боєць АТО; від 19 листопада 2015 року по 1 грудня 2020 року депутат Львівської обласної ради 7 скликання, Голова депутатської групи «Міжфракційне об'єднання бійців АТО». Член президії Львівської обласної ради, Член виконавчого комітету Червоноградської міської ради. Член Всеукраїнського об'єднання «Свобода». У 2018 році увійшов до «Топ-100 найвпливовіших осіб Львівщини» за версією Інформагентства «Медіастар»
у категорії «Прорив року». Приватний підприємець. Громадський діяч.

## Освіта
2009—2011 роках навчався в Бучацькому колегіумі імені святого Йосафата. У 2014 році закінчив Червоноградський гірничо-економічний коледж за спеціальністю економіст-підприємець. У 2018 — отримав диплом магістра за спеціальністю «Підприємництво торгівля та біржова діяльність» Національного університету водного господарства та природокористування (Рівне). У 2020 — здобув кваліфікацію архітектора за спеціальністю «Цивільна інженерія» факультету архітектури та містобудування Національного університету водного господарства та природокористування.

## Громадська та політична діяльність
З 2014 року — член Всеукраїнського об'єднання «Свобода».
У 2015 році обраний депутатом Львівської обласної ради за округом № 28 (Червоноград, висунутий ВО «Свобода»).
З листопада 2015 — депутат Львівська обласна рада. Член постійної депутатської комісії з питань охорони здоров'я, материнства, соціального захисту, молодіжної політики, фізичної культури та спорту.
Уповноважений фракції ВО «Свобода» в Львівській обласній раді по Сокальському району та місті Червоноград.
З листопада 2015 — Член виконавчого комітету Червоноградської міської ради.
11 лютого 2016 депутат звернувся до губернатора Львівщини з вимогою компенсувати пільговикам проїзд у транспорті.

31 травня 2016 депутат різко виступив з критикою провладної партії за кнопкодавство під час голосування за приватизацію об'єктів комунальної власності.
13 вересня 2016 депутата було обрано головою депутатської групи «Міжфракційне об'єднання бійців АТО»
8 листопада 2016 за ініціативи депутата Львівська обласна рада звернулась до Верховної Ради України та Кабінету Міністрів України з вимогою прирівняти діяльність у районі ведення бойових дій військових капеланів до статусу учасника бойових дій.
16 березня 2017 на позачерговій сесії Львівської обласної ради Нискогуз заявив про необхідність проведення виїзного засідання, під стінами Парламенту засідання, через торгівлю з ОРДЛО й неприйняття законів про заборону торгівлі з окупантами.

## Участь в Революції Гідності
Як активіст «Соколу», з перших днів брав участь у Революції гідності. У складі Самооборони Майдану була сформована окрема чота «Сокіл».
Був учасником боїв на вулиці Грушевського.

### Розвиток подій
19 січня 2014 року, за повідомленням BBC, у Києві на Народному Вічі зібралось кілька десятків тисяч мітингувальників, що висловили своє обурення ухваленням «Законів про диктатуру». Поступово мирна акція переросла в жорстке протистояння з міліцією та внутрішніми військами.

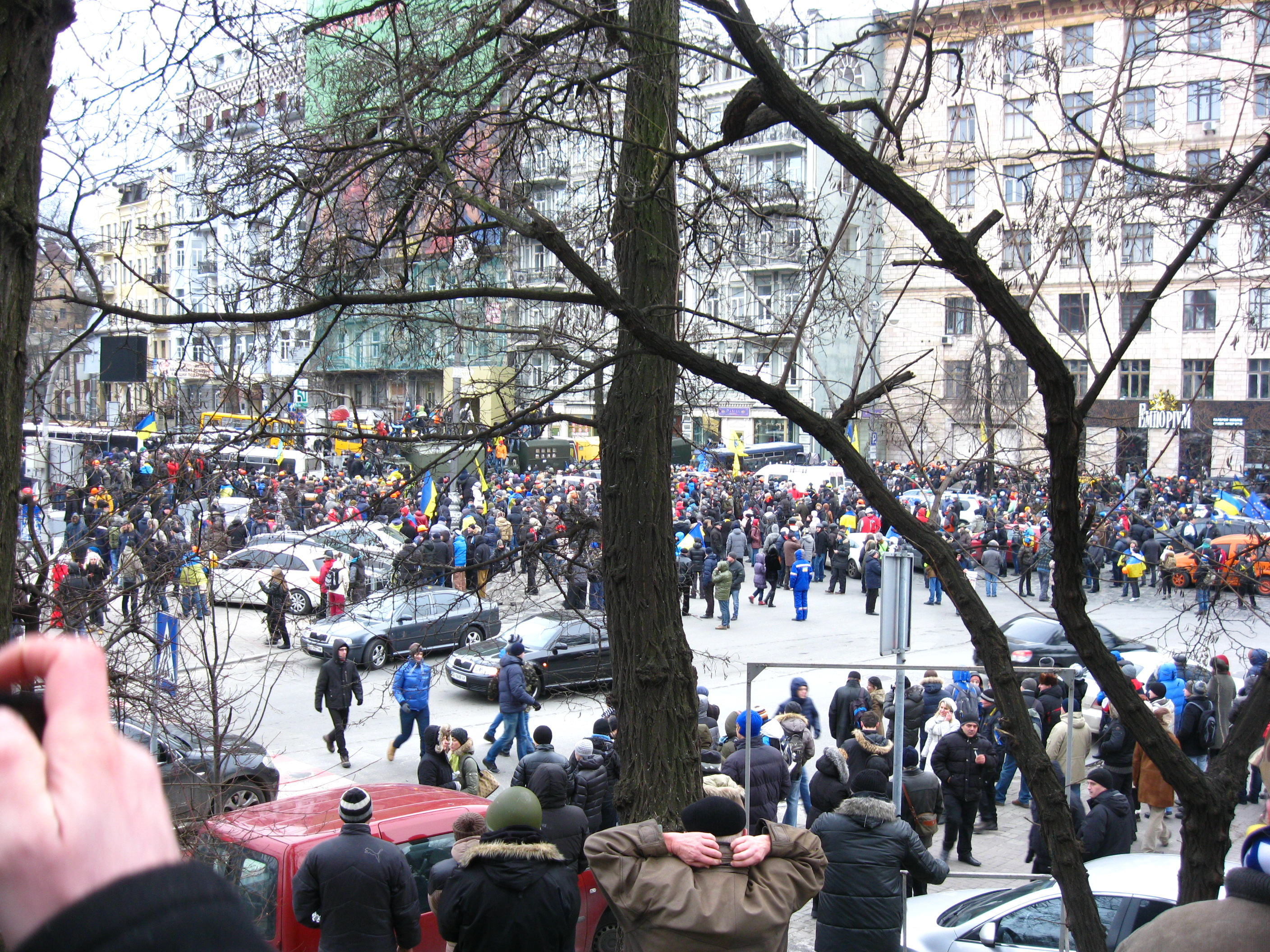
Вулиця Грушевського, 19 січня, 15:07

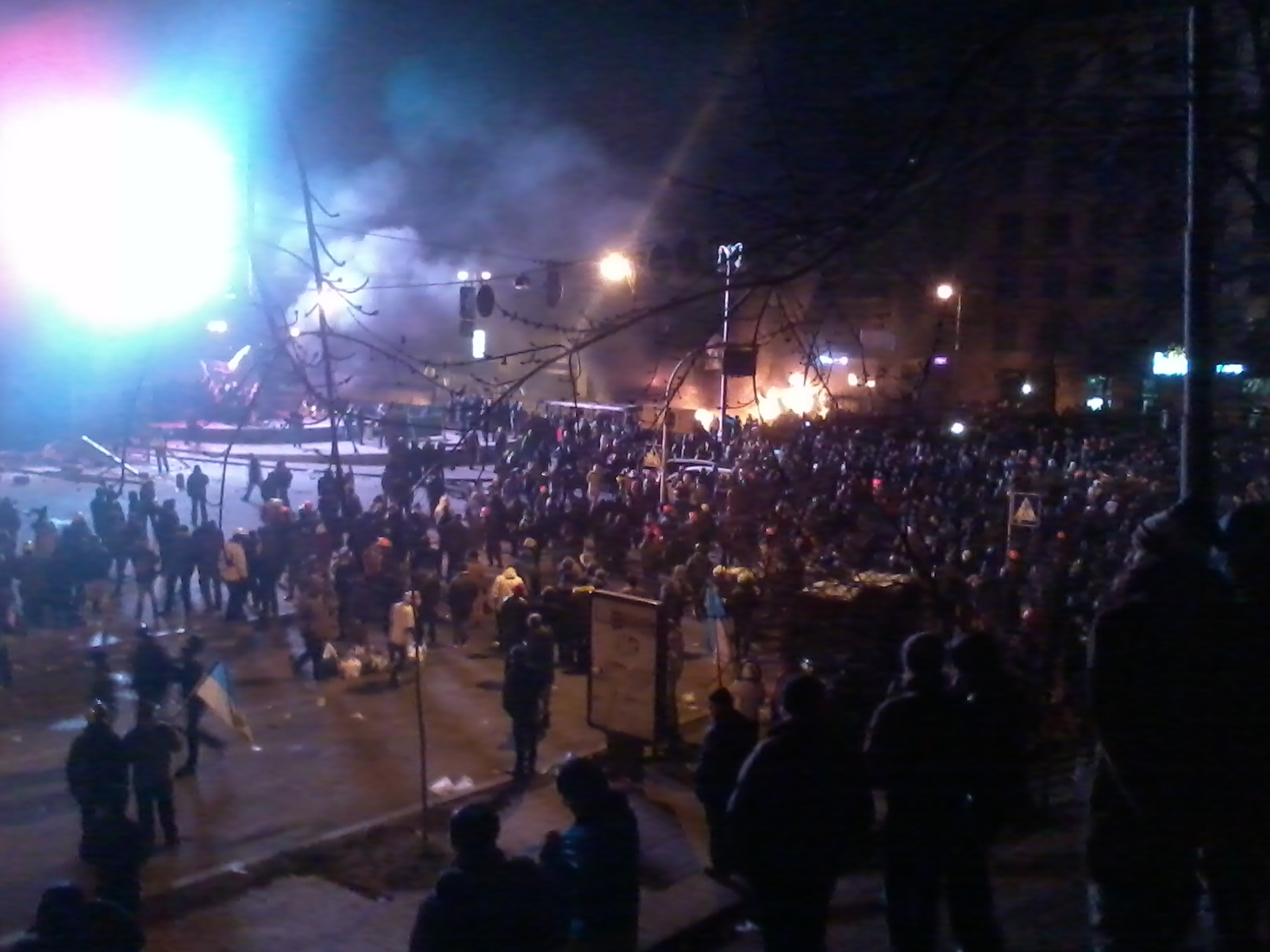
Вулиця Грушевського, 19 січня, 23:17

19 січня 2014 року Бійці спецпідрозділу «Беркут» жорстоко побили та затримали Михайла Нискогуза під час сутичок на вулиці Грушевського.
22 січня 2014 суд постановив залишити хлопця під домашнім арештом на 2 місяці. Проти нього безпідставно відкрили справу за ст. 294, ч.2 КК. — організація масових заворушень, що призвели до загибелі людей або інших тяжких наслідків. Дана стаття передбачає позбавлення волі на срок від 8 до 15 років.
17 лютого 2014 згідно з прийнятим законом про амністію (Закон про усунення негативних наслідків та недопущення переслідування та покарання осіб з приводу подій, які мали місце під час проведення мирних зібрань (на базі проєкту № 4021-3).) кримінальна справа була закрита.
24 червня 2016 року Генеральна прокуратура України заявила про затримання 4 екс-беркутівців, підозрюваних у вбивствах та побиттю активістів на Майдані. Ймовірно, що саме ці «беркутівці» брали участь в побитті Михайла Нискогуза.
6 квітня 2017 року Підозрюваного у вбивстві та побитті активістів Майдану екс-«беркутівця» суд звільнив з-під варти
14 квітня 2017 року четверо харківських екс-беркутівців, які фігурують у справі побиття активістів на Майдані втекли в Росію
30 серпня 2019 року Суд виправдав екс-беркутівця Андрія Хандрикіна, якого обвинувачувпли у жорстокому побитті двох майданівців на стадіоні «Динамо» у Києві взимку 2014
1 вересня 2019 року Керівник групи прокурорів Валерій Смирнов повідомив, що прокуратура оскаржить виправдання «беркутівця», якого звинувачували в тортурах активістів Майдану

8 грудня 2020 року Київський Апеляційний Суд розпочав розгляд скарги на виправдання харківського «беркутівця», якого звинувачували в тортурах активістів Майдану

## Участь в АТО
Є учасником комбатантського об'єднання «Легіон Свободи»
В липні 2014 року добровольцем пішов в батальйон «Азов». Брав участь у Антитерористичній операції на півдні Донецької області, переважно в межах Приазов'я.
В серпні 2015 року разом з однопартійцями з окремої добровольчої чоти «Карпатська Січ»  — брав участь в Антитерористичній операції на позиціях поблизу Донецького міжнародного аеропорту, та поблизу селища Піски в Ясинуватському районі Донецької області.
Після повернення зі Сходу активно займається військовим вишколом та патріотичною підготовкою юнацтва. Проводить лекції та зустрічі з учнями шкіл Львівщини з розповідями про хід Російсько-Української війни
12 квітня 2015 разом з волонтерами Червоноградської самооборони та священником о. Михайлом Нискогузом їздив з волонтерською допомогою в селище Піски.